# Ispahbadh
Ispahbadh (in persiano اسپهبذ‎), arabizzazione dell'originale persiano Spāhbad (o spahbod) è un grado militare medio-persiano che significa "comandante d'esercito", usato principalmente in seno all'Impero persiano sasanide. 

Originariamente esisteva un solo spāhbad, chiamato nell'Impero sasanide Ērān-spāhbed, che operava come una sorta di generalissimo.
Dal tempo di Cosroe I (r. 531–579), l'ufficio fu articolato in quattro realtà, con uno spāhbad per ognuno dei punti cardinali. Dopo la  conquista islamica della Persia, lo spāhbed dell'Est riuscì a conservare la sua autorità nelle inaccessibili montagne della regione del Tabaristan, sul bordo meridionale del mar Caspio, in cui il titolo, spesso espresso nella forma in persiano اسپهبذ‎, ispahbedh, in arabo اصبهبذ‎?, iṣbabadh o iṣbahbadh), sopravvisse come titolo sovrano  fino alla conquista mongola del XIII secolo. 
Un titolo equivalente, di origine persiana, ispahsālār o sipahsālār, si affermò largamente nel mondo islamico nel X secolo-XV secolo CE (Common Era).